# Craemer Gruppe

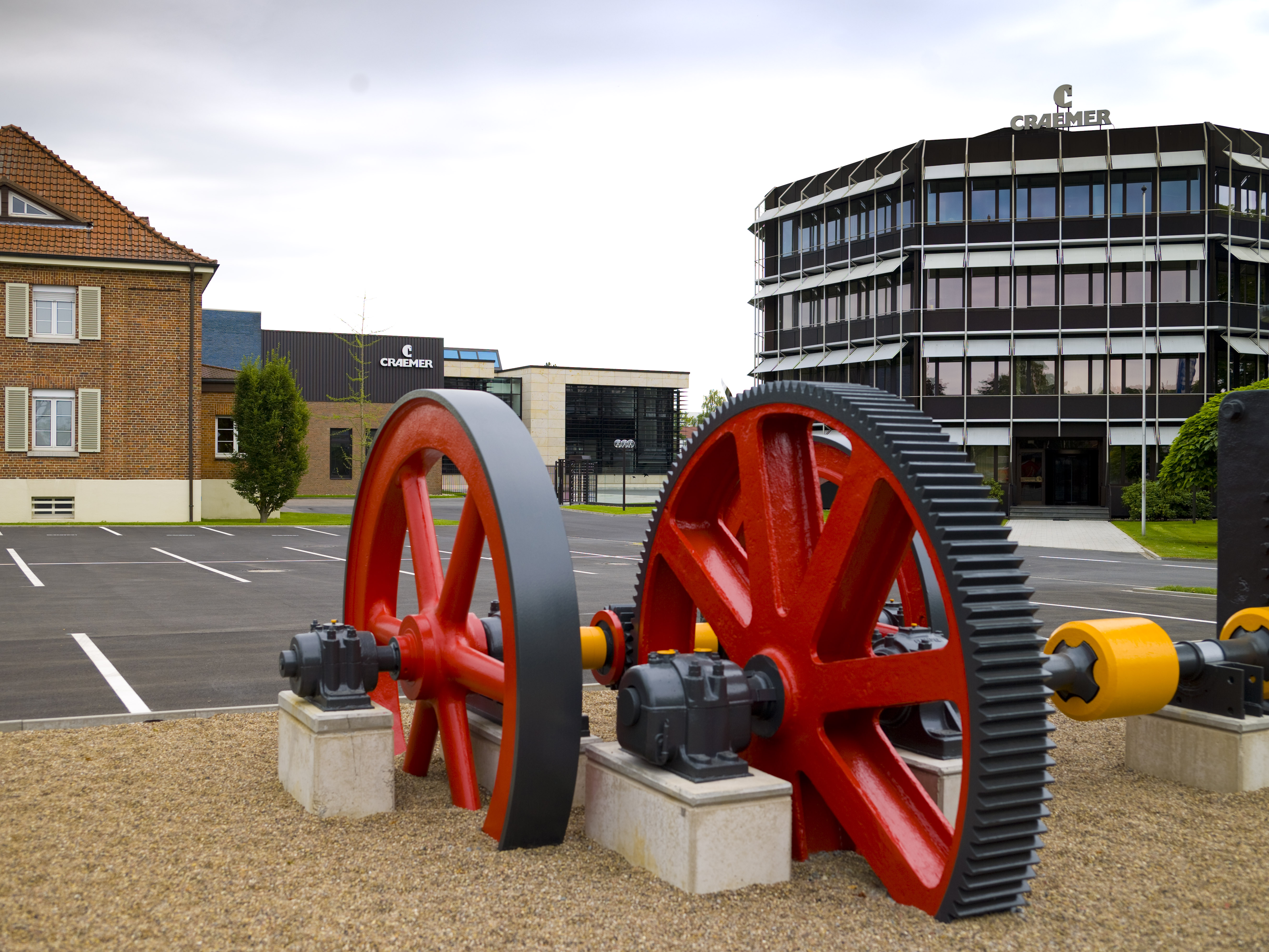
Der Haupteingang zum Firmengelände der Craemer GmbH, am Stammsitz der Craemer-Gruppe in Herzebrock-Clarholz

Die Craemer Gruppe ist eine Unternehmensgruppe aus dem ostwestfälischen Herzebrock-Clarholz (Kreis Gütersloh, Nordrhein-Westfalen). Das 1912 von Paul Craemer als Press-, Stanz- und Hammerwerke GmbH gegründete Unternehmen hat in den Bereichen Metallumformung, Werkzeugbau und Kunststoffverarbeitung circa 1100 Beschäftigte und erzielte im Jahr 2024 eine Gesamtleistung von rund 360 Millionen Euro. Die Gruppe besteht aus der Dachgesellschaft Craemer Holding GmbH, deren Tochter Craemer GmbH sowie deren Tochtergesellschaften.

## Firmenprofil
Die Craemer Gruppe ist ein international tätiges Familienunternehmen mit den Kerngeschäften Metallumformung, Kunststoffverarbeitung und Werkzeugbau. Stammwerk ist die 1912 gegründete Craemer GmbH im ostwestfälischen Herzebrock-Clarholz. Zu den operativen Gesellschaften der Unternehmensgruppe gehören heute neben dem deutschen Stammwerk mit Fertigung in allen drei Geschäftsfeldern: je ein Metallwerk im slowakischen Liptovský Mikuláš (Craemer Slovakia, s.r.o.) und im sauerländischen Attendorn (Craemer Attendorn GmbH & Co. KG) sowie ein Kunststoffspritzgießwerk im britischen Telford (Craemer UK Ltd). Für den Vertrieb des Kunststoffprogramms verfügt die Gruppe zudem über je eine eigenständige Vertriebsgesellschaft in Lesquin, im Großraum Lille (Craemer France Sarl), im dänischen Ringsted (Craemer Nordic ApS), im schwedischen Helsingborg (Craemer Nordic AB) in Florida (Craemer US Corporation) und über eine Repräsentanz in Polen.
Im Geschäftsfeld Metallumformung zählt die Craemer Gruppe mit der Großserienproduktion von Präzisionsstanzteilen und großflächige Umformteilen international zu den führenden Zulieferern verschiedener Branchen wie der Automobil-, Beschlags-, Haushaltsgroß- und Heiz-geräteindustrie. Zu den Metallkomponenten für den Automobilbereich gehören beispielswei-se Sitzstrukturteile, Türen, Instrumententräger, Spriegel, Fahrwerkteile sowie Gurtsystemteile, Beschläge und Verbindungselemente für Sitzstrukturen.
Der Schwerpunkt der Kunststoffverarbeitung (seit 1958) liegt auf der Entwicklung, Produkti-on und Vermarktung von langlebigen Logistik- und Entsorgungslösungen. Das Portfolio um-fasst Kunststoffpaletten, Großladungsträger, Kunststoffbehälter und Müllgroßbehälter. Der Optimierung logistischer Prozesse dienen Komplettlösungen auf Basis von RFID-Technologie, die Craemer als „intelligente Kunststoffpaletten und -behälter“ unter der Marke Palcontrol® anbietet.
Die für die Produktion benötigten Werkzeuge werden im eigenen Werkzeugbau gefertigt, darunter Folgeverbund- und Transferwerkzeuge für die Metallfertigung und Spitzgießformen für die Kunststoffverarbeitung. Allen Sparten dient ein Technologiezentrum mit Forschung und Entwicklung und Konstruktion im Stammwerk, ebenso wie ein Produktentwicklungsbüro im niederländischen Delft (BPO International B.V.). Heute zählt die Craemer Gruppe mit allen Produktbereichen zu den führenden Herstellern in Europa und mit dem eigenen Kunststoff-palettenprogramm zu den Weltmarktführern.

## Geschichte

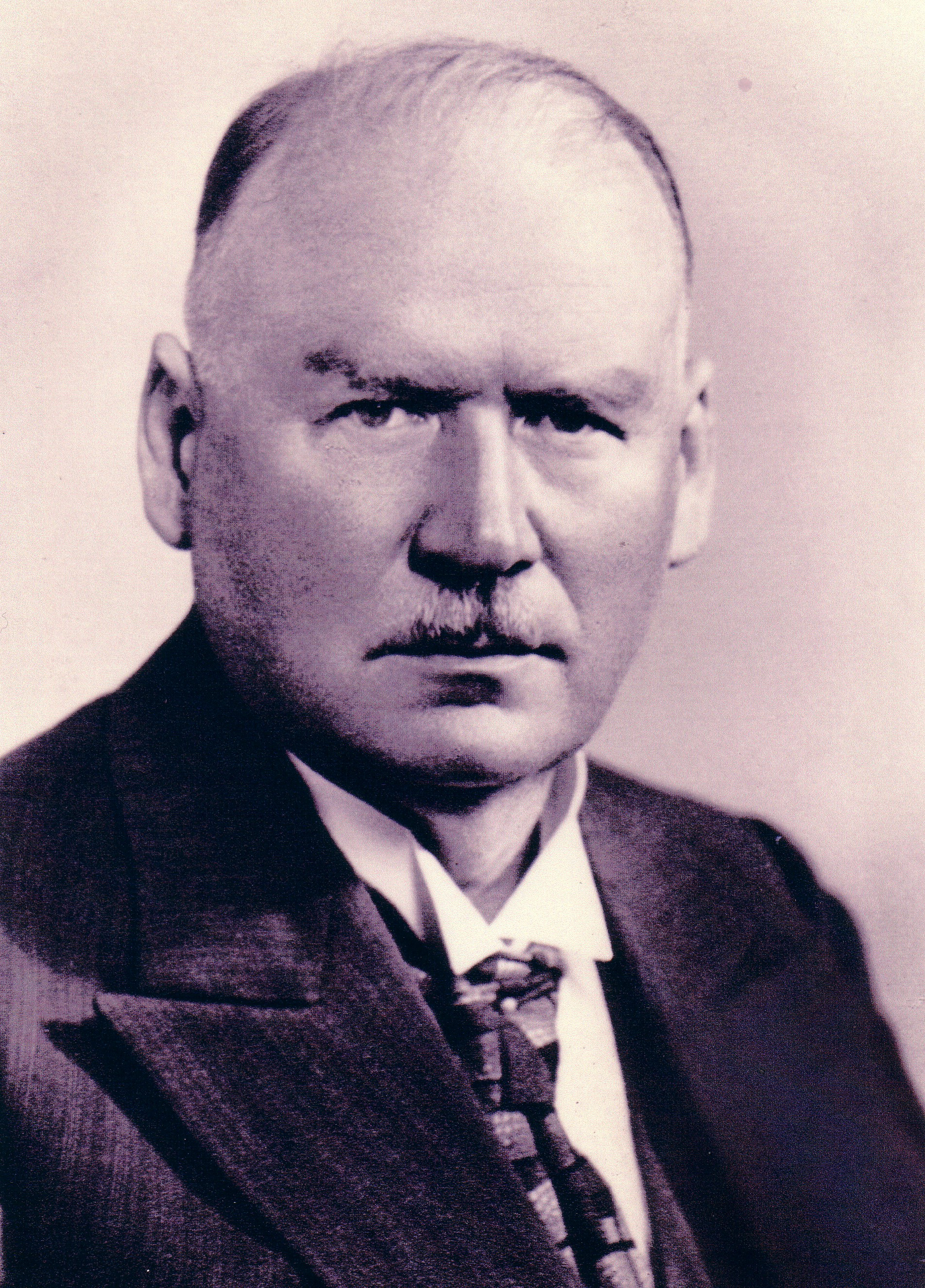
Firmengründer Paul Craemer

Im Jahre 1912 gründete Paul Craemer (1874–1940) in Herzebrock die Press-, Stanz- und Hammerwerke GmbH, einen Betrieb zur Verarbeitung von Metallen. Auf dem neuen Firmengelände am Ortsrand von Herzebrock erfolgte 1928 die Errichtung eines Walzwerks.
Nach dem Zweiten Weltkrieg begann der älteste Enkel des Firmengründers, Hans-Joachim Brandenburg, mit dem Wiederaufbau des Unternehmens. In den 1950er Jahren entwickelte sich das Unternehmen zu einem bedeutenden Zulieferer des Landmaschinenbaus. 1958 begann das Unternehmen mit der Kunststoffverarbeitung und fertigte zunächst Großbehälter. 1967 entwickelte Craemer die weltweit erste in einem Stück gespritzte Kunststoffpalette und erhielt dafür im selben Jahr ein Patent. In den achtziger Jahren kamen Entsorgungsbehälter hinzu. 1978 wurde mit dem Abriss des Warmwalzwerkes die Metallfertigung endgültig auf die Verarbeitung kalt gewalzter Bleche umgestellt. Mit Metallumformteilen für Kraftfahrzeuge etablierte sich Craemer in den 1980er Jahren als Automobilzulieferer.
Seit Mitte der 1990er Jahre expandiert Craemer im europäischen Ausland. 1997 lief in der Slowakei die Produktion im neuen Metallwerk an. Nach mehrjähriger Tätigkeit mit zwei Vertriebsgesellschaften in Großbritannien folgte 2006 die Eröffnung des englischen Kunststoffspritzgießwerkes. Für den Vertrieb des eigenen Kunststoffprogramms gründete die Gruppe 2009 eine Gesellschaft in Frankreich und eröffnete 2014 eine Repräsentanz in Polen. 2015 übernahm Craemer das Unternehmen SKA im sauerländischen Attendorn. 2018 kam eine Vertriebsgesellschaft in den USA hinzu, 2022 folgt eine weitere in Dänemark – beide für die Vermarktung der Craemer Kunststoffprodukte.